# Karangsono (Karangrayung)
Karangsono is een bestuurslaag in het regentschap Grobogan van de provincie Midden-Java, Indonesië. Karangsono telt 4766 inwoners (volkstelling 2010).